# Kraï
Un kraï (en russe : край), souvent traduit par « région », « territoire » ou « province », désigne neuf des 89 sujets fédéraux de la Russie.

## Contenu
Le mot kraï, qui signifie aussi « frontière », « bord », ou « bout », est employé pour désigner certains types de régions. Cette racine se retrouve d'ailleurs dans le nom de l'Ukraine ([Ou-kraï-na], en ukrainien et en russe), signifiant dans certaines langues slaves : « près de la frontière », « aux confins », « au pays », une étymologie analogue à celle du terme « marche ». Le pluriel « kraïs » se prononce kraïa (края) en russe.
La différence d'appellation est d'ordre historique : en Union soviétique, les kraïs pouvaient contenir une ou plusieurs républiques socialistes soviétiques autonomes. Depuis la disparition de l'Union soviétique, ces républiques forment des sujets de la fédération de Russie à part entière, et il n'existe désormais aucune différence structurelle entre un kraï et un oblast. Kraïs, oblasts et républiques ont en effet le même statut constitutionnel. Certains kraïs sont très étendus, étant plus grands en superficie que beaucoup de pays européens.
Un kraï est divisé en raïons (районы), mais quelques kraïs conservent un statut semblable à celui des kraïs soviétiques : ils comptent des regroupements de raïons (districts) à statut spécial, reliquats de districts autonomes abolis. Par exemple, le kraï du Kamtchatka et le kraï de Perm contiennent respectivement les districts spéciaux de Koriakie et de Komi-Permiakie.

## Listes
La fédération de Russie est divisée en 89 sujets (unités administratives), dont neuf sont des kraïs.
| 1. Kraï de l'Altaï 2. Kraï du Kamtchatka 3. Kraï de Khabarovsk 4. Kraï de Krasnodar 5. Kraï de Krasnoïarsk 6. Kraï de Perm 7. Kraï du Primorie 8. Kraï de Stavropol 9. Kraï de Transbaïkalie |